# Gang Mamy Grissom
Gang Mamy Grissom – amerykański kryminał z 1971 roku na podstawie powieści No Orchids for Miss Blandish Jamesa H. Chase’a.

## Główne role
- Kim Darby – Barbara Blandish
- Scott Wilson – Slim Grissom
- Tony Musante – Eddie Hagan
- Robert Lansing – Dave Fenner
- Connie Stevens – Anna Borg
- Irene Dailey – Gladys Ma Grissom
- Wesley Addy – John P. Blandish
- Joey Faye – Woppy
- Michael Baseleon – Frankie Connor
- Ralph Waite – Mace
- Hal Baylor – McLaine
- Matt Clark – Joe Bailey
- Alvin Hammer – Sam
- Dots Johnson – Johnny Hutchins
- Don Keefer – Doc Grissom

## Fabuła
Gang pod wodzą Gladys Grissom planuje porwanie dla okupu. Celem ma być Barbara Blandish – córka bardzo bogatego i wpływowego człowieka. W trakcie oczekiwania na okup zapada decyzja, że po otrzymaniu pieniędzy nie wypuszczać porwanej, gdyż pomogłaby organom ścigania w ich tropieniu. Szefowa gangu decyduje, że w tym celu należy dziewczynę zabić, a dokonać ma tego jej syn Slim. Niestety, chłopak zakochuje się w porwanej.